# Guilherme de Poitiers
Guilherme de Poitiers (c. 1020 – 1090 (70 anos)) foi um sacerdote e capelão francês de origem normanda do duque Guilherme, o Conquistador , a quem ele narrou a conquista normanda da Inglaterra em sua Gesta Willelmi ducis Normannorum et regis Anglorum ("Os Feitos de Guilherme, Duque de Normandia e rei da Inglaterra"), ou Gesta Guillelmi II ducis Normannorum. Ele tinha treinado como um soldado antes de tomar ordens sacras.

## Vida
Guilherme de Poitiers nasceu em Les Préaux, na França, perto de Pont-Audemer, em uma influente família normanda. Orderico Vital apresenta uma breve biografia dele em sua Historia ecclesiastica. Originalmente Guilherme treinou como um cavaleiro, o que lhe deu um maior conhecimento sobre os detalhes da guerra do que o típico escritor clerical medieval. Uma vez que virou-se ao sacerdócio, Guilherme estudou na renomada escola de Saint Hilaire-le-Grand, em Poitiers e foi dito por Orderic que ao ter voltado à Normandia "aprendeu mais do que todos os seus amigos e vizinhos". Foi lhe dado posições de autoridade eclesiástica, tornando-se capelão do Duque Guilherme e o arquidiácono de Lisieux; mas pouco se sabe sobre sua velhice, e provavelmente retirou-se para uma casa religiosa.